# Zieria tuberculata
Zieria tuberculata är en vinruteväxtart som beskrevs av J.A.Armstr.. Zieria tuberculata ingår i släktet Zieria och familjen vinruteväxter. Inga underarter finns listade i Catalogue of Life.